# Schmeietal
Das FFH-Gebiet Schmeietal ist ein durch das Regierungspräsidium Tübingen nach der Richtlinie 92/43/EWG (Fauna-Flora-Habitat-Richtlinie) angemeldetes Schutzgebiet (Schutzgebietskennung DE-7820-341) im Süden des deutschen Landes Baden-Württemberg. Mit Verordnung des Regierungspräsidiums Tübingen zur Festlegung der Gebiete von gemeinschaftlicher Bedeutung vom 5. November 2018 (in Kraft getreten am 11. Januar 2019), wurde das Schutzgebiet festgelegt.

## Lage
Das rund 980 Hektar (ha) große Schutzgebiet „Schmeietal“ im Naturpark Obere Donau gehört zu den Naturräumen Hohe Schwabenalb, Baaralb und Oberes Donautal sowie Mittlere Flächenalb. Es erstreckt sich über vier Kommunen um das Tal der Schmiecha – ab der Gemeindegrenze zu Straßberg „Schmeie“ genannt – zwischen Albstadt im Norden bis kurz vor die Mündung der Schmeie in die Donau bei Inzigkofen.

- Landkreis Sigmaringen (850,9 ha = 87 %)
  - Sigmaringen (410,8 ha = 42 %) und Stetten am kalten Markt (440,1 ha = 45 %)
- Zollernalbkreis (127,2 ha = 13 %)
  - Albstadt (48,9 ha = 5 %) und Straßberg (78,3 ha = 8 %)

## Bedeutung
Das Schutzgebiet mit einem – insbesondere im Unterlauf – sehr naturnahen Fließgewässer, teilweise extensivem Grünland, naturnahen Waldgesellschaften trocken-warmer und feuchter Standorte, Felsvegetationen und Kalkschutthalden ist reich an kulturhistorischen Stätten.

## Schutzzweck
Wesentlicher Schutzzweck ist die Erhaltung einer abwechslungsreichen Landschaft eines Seitentals der Donau auf der Schwäbischen Alb mit zwölf Höhlen, naturnahen Wäldern in den Hangbereichen, Fels- und Kalkschutthalden sowie einem naturnahen Fließgewässer.

### Lebensraumtypen
Folgende Lebensraumtypen nach Anhang I der FFH-Richtlinie kommen im Gebiet vor:
| EU Code | * | Lebensraumtyp (offizielle Bezeichnung)                                                                          | Kurzbezeichnung                              |
| ------- | - | --- | -------------------------------------------- |
| 3150    |   | Natürliche eutrophe Seen mit einer Vegetation des Magnopotamions oder Hydrocharitions                           | Natürliche nährstoffreiche Seen              |
| 3260    |   | Flüsse der planaren bis montanen Stufe mit Vegetation des Ranunculion fluitantis und des Callitricho-Batrachion | Fließgewässer mit flutender Wasservegetation |
| 5130    |   | Formationen von Juniperus communis auf Kalkheiden und -rasen                                                    | Wacholderheiden                              |
| 6110    | * | Lückige basophile oder Kalk-Pionierrasen (Alysso-Sedion albi)                                                   | Kalk-Pionierrasen                            |
| 6210    |   | Naturnahe Kalk-Trockenrasen und deren Verbuschungsstadien (Festuco-Brometalia)                                  | Kalk-Magerrasen                              |
| 6430    |   | Feuchte Hochstaudenfluren der planaren und montanen bis alpinen Stufe                                           | Feuchte Hochstaudenfluren                    |
| 6510    |   | Magere Flachland-Mähwiesen (Alopecurus pratensis, Sanguisorba officinalis)                                      | Magere Flachland-Mähwiesen                   |
| 8160    | * | Kalkhaltige Schutthalden der collinen bis montanen Stufe Mitteleuropas                                          | Kalkschutthalden                             |
| 8210    |   | Kalkfelsen mit Felsspaltenvegetation                                                                            | Kalkfelsen mit Felsspaltenvegetation         |
| 8310    |   | Nicht touristisch erschlossene Höhlen                                                                           | Höhlen und Balmen                            |
| 9130    |   | Waldmeister-Buchenwald (Asperulo-Fagetum)                                                                       | Waldmeister-Buchenwald                       |
| 9150    |   | Mitteleuropäischer Orchideen-Kalk-Buchenwald (Cephalanthero-Fagion)                                             | Orchideen-Buchenwälder                       |
| 9180    | * | Schlucht- und Hangmischwälder (Tilio-Acerion)                                                                   | Schlucht- und Hangmischwälder                |
| 91E0    | * | Auen-Wälder mit Alnus glutinosa und Fraxinus excelsior (Alno-Padion, Alnion incanae, Salicion albae)            | Auenwälder mit Erle, Esche, Weide            |

### Lebensraumklassen
|                                                                 |                                                                 |  |      |      |
| Laubwald                                                        | Laubwald                                                        |  | 20 % | 20 % |
| Mischwald                                                       | Mischwald                                                       |  | 35 % | 35 % |
| Nadelwald                                                       | Nadelwald                                                       |  | 6 %  | 6 %  |
| Feuchtes und mesophiles Grünland                                | Feuchtes und mesophiles Grünland                                |  | 27 % | 27 % |
| Binnengewässer, stehend und fließend                            | Binnengewässer, stehend und fließend                            |  | 1 %  | 1 %  |
| trockengelegtes Gelände                                         | trockengelegtes Gelände                                         |  | 1 %  | 1 %  |
| Heide, Steppe, Trockenrasen                                     | Heide, Steppe, Trockenrasen                                     |  | 6 %  | 6 %  |
| anderes Ackerland                                               | anderes Ackerland                                               |  | 2 %  | 2 %  |
| Sonstiges (Städte, Straßen, Deponien, Gruben, Industriegebiete) | Sonstiges (Städte, Straßen, Deponien, Gruben, Industriegebiete) |  | 2 %  | 2 %  |
|                                                                 |                                                                 |  |      |      |

### Arteninventar
Folgende Arten von gemeinschaftlichem Interesse kommen im Gebiet vor:
| Bild               | EU Code | * | Art                | wissenschaftlicher Name     | Artengruppe           |
| ------------------ | ------- | - | ------------------ | --------------------------- | --------------------- |
| Spanische Flagge   | 1078    | * | Spanische Flagge   | Callimorpha quadripunctaria | Schmetterlinge        |
| Alpenbock          | 1087    |   | Alpenbock          | Rosalia alpina              | Käfer                 |
| Bachneunauge       | 1096    |   | Bachneunauge       | Lampetra planeri            | Fische und Rundmäuler |
| Groppe             | 1163    |   | Groppe             | Cottus gobio                | Fische und Rundmäuler |
| Großes Mausohr     | 1324    |   | Großes Mausohr     | Myotis myotis               | Säugetiere            |
| Biber              | 1337    |   | Biber              | Castor fiber                | Säugetiere            |
| Grünes Besenmoos   | 1381    |   | Grünes Besenmoos   | Dicranum viride             | Moose                 |
| Grünes Koboldmoos  | 1386    |   | Grünes Koboldmoos  | Buxbaumia viridis           | Moose                 |
| Gelber Frauenschuh | 1902    |   | Gelber Frauenschuh | Cypripedium calceolus       | Pflanzen              |

## Zusammenhängende Schutzgebiete
Mit dem FFH-Gebiet „Schmeietal“ sind der „Naturpark Obere Donau“, die FFH-Gebiete „Truppenübungsplatz Heuberg“ (7820-342) und „Oberes Donautal zwischen Beuron und Sigmaringen“ (7920-342), das Naturschutzgebiet „Eselmühle“ (4.307), die Landschaftsschutzgebiete „Albstadt-Bitz“ (4.17.001) und „Donau- und Schmeiental“ (4.37.036) sowie das Vogelschutzgebiet „Südwestalb und Oberes Donautal“ (7820-441) als zusammenhängende Schutzgebiete ausgewiesen.